# Oberleinach
Oberleinach (unterfränkisch Öiwerleini oder Oiwerleini) ist eine Gemarkung im unterfränkischen Landkreis Würzburg. Bis 1978 bestand die Gemeinde Oberleinach.
Die Gemarkung mit einer Fläche von 1277,70 Hektar repräsentiert den südöstlichen Teil des Gemeindegebietes von Leinach. Auf ihr liegt der südöstliche Teil des Pfarrdorfs Leinach und die Einöde Steinhaugshof. Ihre Nachbargemarkungen sind Unterleinach, Zellingen, Erlabrunn, Margetshöchheim, Zell am Main, Hettstadt und Greußenheim.

## Geschichte

### Frühgeschichte bis Frühe Neuzeit
Siehe auch Leinach#Geschichte
Erste Hinweise, Steinbeile von einer Siedlungsstelle südlich des heutigen Dorfes, auf eine Besiedlung durch Ackernbauern stammen aus der Jungsteinzeit. Erstmals namentlich erwähnt wurde Oberleinach im Jahr 1186. Alte Schreibformen waren um 1335 Obirn Lyna, um 1407 Obernlinach, um 1400 Obernlynach, um 1421 obirn Lynch, 1433 obern Leynach oder 1468 Obernleynach. Im Jahr 1200 gehörte das Dorf zum Amt Karlstadt.
Im 14. Jahrhundert hatten mehrere niederadelige Familien, etwa die Grafen von Rieneck, Besitz in Oberleinach. Von 1403 bis 1426 war Oberleinach durch den Würzburger Fürstbisch Johann I. von Egloffstein an die Grafen von Wertheim verpfändet, welche im 14. Jahrhundert über Eigenleute in Oberleinach verfügten, die jedoch 1376 von Johann I. von Wertheim an den Würzburger Bischof verkauft wurden. Die endgültige „Auslosung“ des Dorfes erfolgte am 6. Mai 1484 durch einen Vergleich zwischen den Grafen von Wertheim und dem Fürstbischof Rudolf II. von Scherenberg. Die Dorfherrschaft übten im Mittelalter bis 1421 die Ministerialen der Ritterfamilie von Leinach, eng verwandt bzw. identisch mit den Rittern von Gerchsheim, und bis 1493 die 1310 gefürsteten Grafen von Henneberg (Linie Henneberg-Schleusingen) aus, die 1317 (unter Berthold von Henneberg) die halbe Dorf- bzw. Vogteiherrschaft ausübten. Die andere Hälfte stand dem Bischof von Würzburg zu. Von 1481 bis 1496 gelangte die Lehensherrschaft nach und nach an den Propst und Kanzler Johann von Allendorf. Die Henneberger (namentlich Graf Wilhelm IV. von Henneberg) hatten 1493 ihre seit 1406/1407 belegten Lehensrechte in Oberleinach für 2170 Gulden an ihn verkauft.
Im Jahr 1303 hatte Dietz oder Fritz von Thüngen das Dorfgericht zu Oberleinach vom Würzburger Bischof als Lehen erhalten; die halbe Vogteiherrschaft besaßen die Würzburger Bischöfe. Im Dorf Oberleinach hatten ab 1317 die Reichsfreiherren von Thüngen, die ihren  Leibeigenen verboten, von Oberleinach nach Unterleinach zu ziehen, Besitz. 139 Jahre war Oberleinach beherrscht von den Dorf- und Vogteiherren von Thüngen. Die Ortsherrschaft wurde 1442 für 4000 Rheinische Gulden an die Ritter Karl, Jörg und Martin von Dottenheim (mit 1450 datierter Zustimmung des Grafen Wilhelm von Henneberg) und dessen Familie verkauft. Die Familie von Dottenheim (auch „von Tottenheim“) behielt die Dorfherrschaft über Oberleinach, bis sie 1490 all ihre Besitzungen an Johann(es) von Allendorf verkauft hatte.
Im Jahr 1375 erwarb das Kloster St. Burkard in Würzburg von den Rittern von Leinach Güter in Oberleinach und Unterleinach. Ab 1486 hatte der Domherr und Archidiakon Johann von Allendorf (1400–1496), letzter Abt und erster Propst des 1464 aus dem Benediktinerkloster St. Burkard hervorgegangenen Chorherren- oder Ritterstifts St. Burkard in Würzburg sowie Kanzler des Fürstbischofs Rudolf von Scherenberg, begonnen, Besitzungen in Oberleinach aus eigenen Mitteln zu erwerben. So hatte er etwa 1490 von Matern von Grumbach und dessen Frau Elsa von Heßberg eine Mühle mit Mühlwiese gekauft. Bis 1493 hatte sich Johann von Allendorf, der dort bereits 1464 Güter und Besitzungen (etwa ab 1470 ein ritterschaftliches Gebäude, das später eine Schule mit Ratsstube wurde) hatte, die alleinige Dorfherrschaft erkauft. Oberleinach wurde somit vor allem ab 1496 zur wirtschaftlichen Basis des von Johann von Allendorf gestifteten, 1498 eröffneten Hofspitals „Zu den vierzehn Nothelfern“ in Würzburg, dem er in seinem Testament von 1496 das Dorf Oberleinach übertragen hatte. So hatten die Oberleinacher etwa den „Wählwein“, eine Abgabe an die sich als „Oberspitalmeister“ fühlenden Fürstbischöfe, in das Spital zu liefern (Von 1496 bis 1810 – danach wurde die Leibeigenschaft aufgehoben – waren es drei Fuder Wein pro Jahr). Bis 1898/1899 blieb Oberleinach dem Spital, insbesondere als Lieferant hoher Getreide- und Weingülten sowie ungemessener Fronarbeiten, als „sein Eigentum“ verbunden. (An der Straße zum Steinhaugshof befindet sich als Station beim Flurwallgang der Gemeinde ein 1891 geschaffener Bildstock mit einem Relief zu Ehren der 14 Nothelfer).
Vom Mittelalter bis zur Neuzeit hatten in Oberleinach 25 Klöster, Stifte, Spitäler und Kirchen jährliche Abgaben ererbt oder erkauft. Auch das Kloster Schönrain und das Kloster Veßra waren in Oberleinach begütert.
Im Jahr 1341 wurde das Oberleinacher Gasthaus „Zum Löwen“ an der Ecke Goldstraße/Claus-Schnabel-Straße, welches sich zum Mittelpunkt des Dorfes entwickelt hat, erstmals urkundlich als öffentliches
Wirtshaus („Schenckstatt“) erwähnt.
Auch die Oberleinacher Bauern erhoben sich 1525 während des Bauernkrieges gegen den Würzburger Fürstbischof. Sie forderten unter anderem (erfolglos) die Aufhebung des Jagd- und Fischereirechtes der Herrschaft. Der Oberleinacher Caspar Cober wurde in Folge des Aufstandes unter Fürstbischof Konrad in Karlstadt 1525 hingerichtet.
Bis 1655 und der Eröffnung einer eigenen Schule gingen die Oberleinacher Kinder in Unterleinach zur Schule. Da die Schulmeister der Schule auch als Kirchner und Organisten tätig waren, war das Schulgebäude auch das Mesnerhaus.
Im Jahr 1679 brannte das wie Unterleinach vom Reichskrieg gegen Frankreich (1673–1675) stark mitgenommene Oberleinach ab. 1688 wurde das Dorf zum wiederholten Male von Franzosen geplündert.

### 19. Jahrhundert
Von 1803 bis 1805 und nochmals 1826 grassierten auch in Oberleinach die Pocken, für die ab Ende September 1807 eine Impfpflicht in Bayern bestand, und forderten Todesopfer, ebenso wie im mit der Einquartierung preußischer Soldaten einhergehenden Kriegsjahr 1866.
Seit 1766 sind Geistliche, vor allem des Klosters Oberzell, belegt, die als Pfarrer oder Kuraten in Oberleinach Gottesdienste abhielten. Pfarrei wurde Oberleinach 1825 (mit dem bisherigen Kurat Karl Hallbauer als erstem Pfarrer, gefolgt 1828 von Oberleinachs erstem Weltpriester Johann Josef Balling).
Die Claus-Schnabel-Straße in Oberleinach wurde nach dem an der Oberleinacher Volksschule von 1884 bis 1887 tätigen I. Lehrer Nicolaus Schnabel benannt, der sich in den 1880er Jahren um die 1860 vom königlichen Landgericht angewiesene und 1883 begonnene Aufforstung der kahlen Höhen um Oberleinach mit Schwarzkiefern besonders kümmerte, und einen neben dem Gasthaus Zum Löwen an der Weeth (ehemalige, bis 1978 einen kleinen „See“ bildende überbrückte Verbreiterung des heute verrohrten Leinacher Bachs in Oberleinachs Mitte) gelegenen Industriegarten (Schulgarten) betrieb. Neben der Scheune des Gasthofs zum Löwen befand sich Haus Nr. 113, das Armenhaus, deren Insassen vor Sonn- und Feiertagen den Platz an der Weeth säuberten.
Im Jahr 1886 wurde die Freiwillige Feuerwehr Oberleinach gegründet, die wie die bereits 1882 bestehende Freiwillige Feuerwehr Unterleinach aus einer seit Julius Echters Regierungszeit bestehenden „Pflichtfeuerwehr“ des Dorfes hervorging.

### 20. Jahrhundert
Seit der Neueinteilung der Dekanate im Januar 1906 gehört die katholische Pfarrei Oberleinach zum Dekanat Würzburg links des Mains.
Am 1. Januar 1913 wurde unter dem Pfarrer Karl König (1872–1922) ein Elisabethenverein gegründet, der für Kinderbetreuung, Krankenpflege und Nähunterricht für schulentlassene Mädchen sorgen sollte. Der Verein eröffnete im Jahr 1914 eine durch Schwestern der Kongregation der Schwestern des Erlösers in Würzburg geleitete „Kinderschule“ für Kinder ab dem ersten Lebensjahr und unterhält heute noch den (1972/1973) unter dem Pfarrer und Dekan Ludwig Müssig (1924–1999) neugebauten Kindergarten St. Elisabeth in Oberleinach. Ab 1957 waren nur noch weltliche Kindergärtnerinnen dort tätig. Im Oktober 1982 übernahm der Elisabethenverein auch die Trägerschaft der Caritas-Sozialstation St. Burkard in Leinach.
Von 1914 bis 1918 fielen im Ersten Weltkrieg 33 Oberleinacher.
Ab 1924 verfügte Oberleinach über elektrisches Licht.
Am 13. März 1933 wurde durch den 1929 wiedergewählten Bürgermeister Franz Schmitt die Hakenkreuzfahne am Schulhaus gehisst. Im Juli 1937 musste Oberleinach, ebenso wie Greußenheim und Hettstadt, einen Teil seiner Gemarkung für einen mit einem Notlandeplatz ausgestatteten „Flugübungsplatz hinter dem Tännig“ (zum Üben von Bombenabwürfen durch Stuckas) an den Staat abtreten. Es handelte sich um 70 ha Feld und Ödland im Süden der Markung. Die dadurch neu entstandene Grenze zwischen Hettstadt und Oberleinach wurde bereits im August 1936 von den Feldgeschworenen versteint. Im April 1938 wurde die sogenannte Gemeinschaftsschule eingeführt, in der christliche Gebete untersagt waren. In den Jahren 1939/1945 waren für Oberleinach 35 Gefallene und 14 Vermisste gemeldet. Die am 3. April von Greußenheim mit Panzern und Automobilen anrückenden amerikanischen Soldaten stießen in Oberleinach nicht auf Widerstand. Auf den Häusern Oberleinachs, die den Zweiten Weltkrieg unbeschadet überstanden hatten, waren weiße Fahnen angebracht.
Eine bereits 1897 durch das Münchener Wasserversorgungsbüro geplante Wasserleitung wurde erst im Dezember 1955 gebaut.
In Leinach waren evangelische Familien vor dem Zweiten Weltkrieg nur vereinzelt wohnhaft. In Oberleinach siedelte sich die erste rein evangelische Familie Ende der 1930er Jahre an.
Ein SPD-Ortsverband in Oberleinach bildete sich 1957, der CSU-Ortsverband 1959.
Die Vorarbeiten für die Flurbereinigung begannen im Dezember 1961, die Grenzsteine wurden von März 1964 bis 1970 gesetzt.
Am 1. August 1969 wurden im Rahmen einer Schulreform die Bekenntnisschulen Oberleinach und Unterleinach und damit die Volksschule von Oberleinach aufgelöst und es entstand eine gemeinsame Grundschule am Mühlberg (Riedberg) in Unterleinach. Die Hauptschüler besuchten nun die Volksschule (bzw. Hauptschule) an der Verbandsschule von Margetshöchheim.

### Gemeinde Oberleinach
In der 1818 mit dem Zweiten Gemeindeedikt entstandenen Gemeinde Oberleinach gab es zwei Gemeindeteile, das gleichnamige Pfarrdorf und die Einöde Steinhaugshof. Die Gemeindefläche betrug am 1. Oktober 1964 1276,56 Hektar. Im Zuge der Gebietsreform in Bayern wurde die Gemeinde Oberleinach aufgelöst und ging am 1. Mai 1978 zusammen mit der Gemeinde Unterleinach in der Gemeindeneugründung Leinach auf. Letzter Bürgermeister der Gemeinde Oberleinach war ab 1972 Ewald Seelmann (* 1932). Der Gemeindeteilname Oberleinach wurde letztmals in der Ausgabe von 1978 der Amtlichen Ortsverzeichnisse für Bayern genannt, folglich muss die Aufhebung des Gemeindeteils zwischen dem 1. Mai 1978 und 1991 erfolgt sein.

### Einwohnerentwicklung
- 1573: 0.0 86 Familien[9][D 35]
- 1614: 0. 350 Kommunikanten
- 1617: 0. 118 Mannschaften (Familien)[D 35]
- 1720: 0. 187 Mannschaften
- 1810: 0. 691 Einwohner[10]
- 1814: 0. 660 Einwohner
- 1840: 0. 759 Einwohner[11]
- 1867: 0. 738 Einwohner[11]
- 1900: 0. 705 Einwohner[11]
- 1925: 0. 644 Einwohner[11]
- 1939: 0. 680 Einwohner[11]
- 1950: 0. 751 Einwohner[11]
- 1961: 0. 748 Einwohner[7]
- 1970: 0. 776 Einwohner[2]
- 1975: 0. 887 Einwohner[D 35]

## St. Laurentius

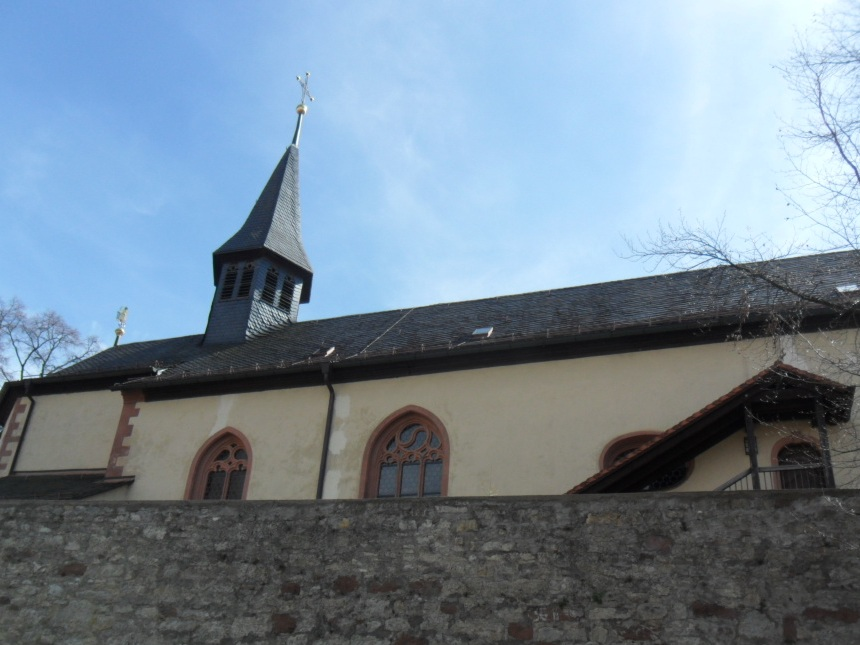
Katholische Kirche St. Laurentius, mit Zwingermauer der ehemaligen Kirchenburg

In Oberleinach befindet sich die ehemalige Kirchenburg und jetzige katholische Pfarrkirche und Pfarrei St. Laurentius. Die wohl seit 1136 bestehende Kirche wurde 1363 erstmals als Capella Beati Laurentii genannt.
Auf dem Kirchhof um St. Laurentius wurden früher die Toten beigesetzt, bis 1829 ein neuer Friedhof außerhalb des Ortes (erweitert 1874, 1974/1975 und 1998/1999) entstanden war.
Letzter Pfarrer von St. Laurentius in Oberleinach war von 1961 bis 1969 der Geistliche Rat und Dekan Franz Bötsch (1892–1979). Ab 1969 wurde St. Laurentius wieder von Unterleinach aus betreut. Einen neuen Altar weihte Paul-Werner Scheele, der von 1970 bis 1971 in Oberleinach wohnte, am 19. Juli 1987 ein.

## Politik

### Bürgermeister
Von 1197 bis 1822 gab es in Oberleinach Schultheiße (die zu Beginn des 19. Jahrhunderts mit dem Pfarrer und Gerichtsverwandten den Ortsvorstand bildeten) und von 1823 bis 1869 Vorsteher (Ortsvorsteher), danach bis 1978 Bürgermeister:
- Andreas Preisinger[D 41] (1870)
- Löffler (1882)
- Johann Schuckert (1907)
- Alois Fuchs (1923)
- Franz Schmitt (1924)
- Franz Josef Franz (1933)
- Joseph Mildenberger (1935)
- Michael Stockmann (1945)
- Bruno Fuchs (1956)
- Ewald Seelmann (1972)

### Parteien
Ein SPD-Ortsverband in Oberleinach bildete sich 1957, der CSU-Ortsverband 1959.

## Persönlichkeiten
- Vinzenz (Bruno) Amrehn (* 6. Oktober 1896 in Oberleinach; † 11. Januar 1987 in Padre Las Casas, Chile), Kapuzinerpater (Primiz 1923 in Oberleinach), ab 1925 Pfarrer, Missionar und Lehrer in Chile, Ehrenbürger von Oberleinach.[D 43]
- Paul-Werner Scheele, der spätere Diözesanbischof Würzburgs bewohnte als Professor für Dogmatik an der Universität Würzburg 1970 bis 1971, bevor er als Dompropst nach Paderborn berufen wurde, das Pfarrhaus in Oberleinach und hatte in dieser Zeit auch die Seelsorge in Oberleinach übernommen.[D 44]
- Franz Amrehn besuchte um 1918 die Volksschule Oberleinach.[D 45]

## Sport
Aus dem in den 1950er Jahren aufgelösten TSV Oberleinach ging die Spielvereinigung Oberleinach hervor, die am 6. April 1960 im damaligen „Gasthaus zum Lamm“ gegründet wurde. Ein größeres Sportheim wurde 1973 gebaut. In der Saison 1976/1977 wurde die Spielvereinigung Vizemeister in der Würzburger C-Klasse 7, worauf weitere Aufstiege als Leinacher Verein folgten.

## Vereinsgründungen
- 1881: Krieger- und Kampfgenossenverein Oberleinach, seit 1957 Kameradschaft ehemaliger Soldaten[D 47]
- 1886: Freiwillige Feuerwehr
- 1903: Leinacher Obst- und Gartenbauvereins
- 1904: Darlehenskassenverein (später Raiffeisenbank Oberleinach, 1970 zusammengelegt mit der Raiffeisenbank Margetshöchheim und Umgebung)[13]
- 22. September 1907: Gesangverein „Gemütlichkeit“[D 48]
- 1913: Elisabethenverein
- 1913: Radfahrverein „Frankonia“, später „Franken“ genannt (erloschen 1958)
- 1947: VdK-Sozialverband (Ortsverband Oberleinach)
- 1955: Arbeiter-Interessen-Verein
- 1955: Leinacher Wucht[14]
- 1957: SPD-Ortsverein Oberleinach
- 1960: Spielvereinigung Oberleinach e. V. (unter anderem Veranstalter der „Oberleinacher Fastnacht“)
- 1977: Jugendblaskapelle der Freiwilligen Feuerwehr

Quelle: 